# Marcus Egnatius Marcellinus
Marcus Egnatius Marcellinus (bzw. Marcellus) war ein im 1. und 2. Jahrhundert n. Chr. lebender römischer Politiker.
Durch die Fasti Ostienses ist belegt, dass Marcellinus 116 zusammen mit Tiberius Iulius Secundus Suffektkonsul war; die beiden traten ihr Amt vermutlich am 1. April des Jahres an.